# خطبة زينب في مجلس يزيد
حسب الرواية الشيعية للأحداث التاريخية، فإن زينب بنت علي بن أبي طالب ألقت خطبة بليغة ردًا على يزيد بن معاوية في مجلسه بعدما وضع رأس أخيها الحسين في طست وتناول عصا وأخذ يضرب بها شفتي الحسين وثناياه وحينها قامت السيدة زينب، وخطبت هذه الخطبة؛ حتى أثارت الخطبة وخطبة علي بن الحسين في ذاك المجلس إعجاب الحاضرين، وقلبت الأمور رأساً على عقب لصالح أهل البيت.[وفقًا لِمَن؟]
الرواية التاريخية للأحداث وقصة الخطبة وغيرها من الخطب ينكر حدوثها أغلب علماء أهل السنة والجماعة، ويعتبروها من القصص المُختلقَة.

## مكان إلقاء الخطبة
بعد وصول سبايا الحسين بما فيهم اخت الحسين زينب بنت علي بن أبي طالب من كربلاء مرورا بالكوفة إلى الشام، عقد يزيد مجلسا في دمشق، وأدخل السبايا في جمع من الناس. حيث كان قد وضع رأس الإمام الحسين في طشت أمامه ضاربا إياه بعصاه، كما وكان يشتم رأس الإمام وصرح بأن المعركة كانت للأخذ بثأر بدر، واستشهد بشعر لابن الزبعري:

| لَيْتَ أَشْيَاخِي بِبَدْرٍ شَهِدُوا   |  | جَزَعَ الْخَزْرَجِ مِنْ وَقْعِ الْأَسَلْ |
| لَأَهَلُّوا وَاسْتَهَلُّوا فَرَحاً    |  | وَلَقَالُوا يَا يَزِيدُ لَا تُشَلْ  |
| فَجَزَيْنَاهُمْ بِبَدْرٍ مِثْلَهَا     |  | وَأَقَمْنَا مِثْلَ بَدْرٍ فَاعْتَدَلْ   |
| لَسْتُ مِنْ خِنْدِفَ إِنْ لَمْ أَنْتَقِمْ |  | مِنْ بَنِي أَحْمَدَ مَا كَانَ فَعَلْ  |

وبعد أن سمعت السيدة زينب شماتة يزيد خطبت خطبتها المشهورة.

## مقتطف من الخطبة
أَظَنَنْتَ يَا يَزِيدُ حِينَ أَخَذْتَ عَلَيْنَا أَقْطَارَ الْأَرْضِ، وَضَيَّقْتَ عَلَيْنَا آفَاقَ السَّمَاءِ، فَأَصْبَحْنَا لَكَ فِي إِسَارٍ، نُسَاقُ إِلَيْكَ سَوْقاً فِي قِطَارٍ، وَأَنْتَ عَلَيْنَا ذُو اقْتِدَارٍ، أَنَّ بِنَا مِنَ اللَّهِ هَوَاناً وَعَلَيْكَ مِنْهُ كَرَامَةً وَامْتِنَاناً؟؟ وَأَنَّ ذَلِكَ لِعِظَمِ خَطَرِكَ وَجَلَالَةِ قَدْرِكَ؟؟ فَشَمَخْتَ بِأَنْفِكَ وَنَظَرْتَ فِي عِطْفٍ، تَضْرِبُ أَصْدَرَيْكَ فَرِحاً وَتَنْفُضُ مِدْرَوَيْكَ مَرِحاً حِينَ رَأَيْتَ الدُّنْيَا لَكَ مُسْتَوْسِقَةً وَالْأُمُورَ لَدَيْكَ مُتَّسِقَةً وَحِينَ صَفِيَ لَكَ مُلْكُنَا وَخَلَصَ لَكَ سُلْطَانُنَا.
فَمَهْلًا مَهْلًا لَا تَطِشْ جَهْلًا! أَ نَسِيتَ قَوْلَ اللَّهِ: وَلا يَحْسَبَنَّ الَّذِينَ كَفَرُوا أَنَّما نُمْلِي لَهُمْ خَيْرٌ لِأَنْفُسِهِمْ إِنَّما نُمْلِي لَهُمْ لِيَزْدادُوا إِثْماً وَلَهُمْ عَذابٌ مُهِينٌ
أَمِنَ الْعَدْلِ يَا ابْنَ الطُّلَقَاءِ تَخْدِيرُكَ حَرَائِرَكَ وَسَوْقُكَ بَنَاتِ رَسُولِ اللَّهِ سَبَايَا؟؟ قَدْ هَتَكْتَ سُتُورَهُنَّ وَأَبْدَيْتَ وُجُوهَهُنَّ يَحْدُو بِهِنَّ الْأَعْدَاءُ مِنْ بَلَدٍ إِلَى بَلَدٍ وَيَسْتَشْرِفُهُنَّ أَهْلُ الْمَنَاقِلِ وَيَبْرُزْنَ لِأَهْلِ الْمَنَاهِلِ وَيَتَصَفَّحُ وُجُوهَهُنَّ الْقَرِيبُ وَالْبَعِيدُ وَالْغَائِبُ وَالشَّهِيدُ وَالشَّرِيفُ وَالْوَضِيعُ وَالدَّنِيُّ وَالرَّفِيعُ، لَيْسَ مَعَهُنَّ مِنْ رِجَالِهِنَّ وَلِيٌّ وَلَا مِنْ حُمَاتِهِنَّ حَمِيمٌ، عُتُوّاً مِنْكَ عَلَى اللَّهِ وَجُحُوداً لِرَسُولِ اللَّهِ وَدَفْعاً لِمَا جَاءَ بِهِ مِنْ عِنْدِ اللَّهِ، وَلَا غَرْوَ مِنْكَ وَلَا عَجَبَ مِنْ فِعْلِكَ.
وَأَنَّى يُرْتَجَى مُرَاقَبَةُ مَنْ لَفَظَ فُوهُ أَكْبَادَ الشُّهَدَاءِ وَنَبَتَ لَحْمُهُ بِدِمَاءِ السُّعَدَاءِ وَنَصَبَ الْحَرْبَ لِسَيِّدِ الْأَنْبِيَاءِ وَجَمَعَ الْأَحْزَابَ وَشَهَرَ الْحِرَابَ وَهَزَّ السُّيُوفَ فِي وَجْهِ رَسُولِ اللَّهِ أَشَدُّ الْعَرَبِ لِلَّهِ جُحُوداً وَأَنْكَرُهُمْ لَهُ رَسُولًا وَأَظْهَرُهُمْ لَهُ عُدْوَاناً وَأَعْتَاهُمْ عَلَى الرَّبِّ كُفْراً وَطُغْيَاناً.